# Sveti Ciril in Metod
Sveta Ciril in Metod sta bila bizantinska misijonarja, ki sta najbolj znana po pokristjanjevanju Slovanov. Pri oznanjevanju krščanstva sta uporabljala posebno pisavo glagolico, ki pa jo je pozneje izpodrinila po Cirilu imenovana cirilica (na vzhodu) oziroma latinica (na zahodu). Ciril in Metod veljata za apostola Slovanov in sozavetnika Evrope. Metod: * 812–815, Solun, † 6. april 885, Velikomoravska. Ciril: * 826–827, Solun, † 869, Rim.

## Življenjska pot
Mladost sta preživela v okolici Soluna. Ob krstu sta dobila imeni Mihael in Konstantin. Starejši brat Mihael se je že zgodaj odločil za redovništvo in je ob vstopu v samostan dobil ime Metod. Konstantin je bil knjižničar, poleg tega pa je na carigrajski visoki šoli poučeval filozofijo in bil znan tudi kot Konstantin Filozof. Ime Ciril je dobil šele precej pozneje.
Okoli leta 860 ju je cesar poslal misijonarit na polotok Krim.
Na prošnjo moravskega kneza Rastislava iz leta 862 sta šla misijonarit med Slovane. Poznala sta slovanski jezik iz okolice Soluna, vendar ni čisto jasno, ali je bil to njun materni jezik ali pa sta se ga naučila od slovanskih sosedov. Med Slovani na Velikomoravskem sta od leta 863 širila krščansko oznanilo v slovanskem jeziku. Uporabljala sta posebno pisavo, ki so jo imenovali glagolica – po stari slovanski besedi glagolati = govoriti. S tem sta se zamerila nemško govoreči duhovščini, ki je protestirala pri papežu. Pri tem so se sklicevali na »teorijo treh jezikov« – namreč, da so sveti samo trije jeziki (hebrejščina, grščina in latinščina) in da mora bogoslužje potekati v enem od njih. Jezik, ki sta ga uporabljala Ciril in Metod, so takrat imenovali preprosto slovanski jezik, danes pa ga imenujemo stara cerkvena slovanščina.
Po treh letih na Moravskem sta odšla v Spodnjo Panonijo, kjer sta nekaj časa živela na dvoru kneza Koclja. Potem sta odpotovala v Benetke, kjer sta uspešno branila svoja stališča v ostri polemiki z zagovorniki teorije treh jezikov. Nato sta odpotovala v Rim. Papež Hadrijan II. ju je podprl, ker je imel tudi sam težave z nemškimi duhovniki.
V Rimu je Ciril zbolel in vstopil v samostan (domnevno je šele takrat dobil redovno ime Ciril). Kmalu potem je Ciril umrl, papež Hadrijan II. pa je podprl bogoslužje v slovanskem jeziku in poslal Metoda leta 869 nazaj h Koclju v Panonijo. Ob prihodu v Panonijo so nemški duhovniki napadli Metoda kot krivoverca, pozneje pa so ga na Moravskem celo zaprli za dve leti in pol. Leta 873 je papež dosegel, da so ga izpustili iz zapora, pod pogojem, da ne sme nadaljevati s slovanskim bogoslužjem. Tega pa Metod ni upošteval, zato je moral v Rim na zagovor. Papež Janez VIII. pa je leta 880 potrdil slovansko bogoslužje.
Po Metodovi smrti so slovansko bogoslužje na Moravskem spet prepovedali, Metodove učence pa so pozaprli ali pregnali. Vendar pa je slovansko bogoslužje ostalo živo. Na ozemlju današnje Makedonije in Bolgarije so pod vplivom grške pisave namesto glagolice uvedli cirilico, v nekaterih delih današnje Hrvaške in Slovenije pa se je ohranilo bogoslužje v glagolici do 19. ali celo do 20. stoletja.
Posebno simbolično moč sta izžarevala sveta Ciril in Metod v času narodnega preporoda na Koroškem v 19. stoletju, ko so bila ustanovljena ciril-metodovska društva v deželi. Njihove ikone so krasile cerkve in znamenja. Poseben primer sta sliki svetnikov ob vhodu v Šentmartinsko cerkev pod Frajnberkom nad Škofjim Dvorom v fari Timenica na Celovškem polju, danes v občini Štalenska gora. Le-te ja naslikal potujoči furlanski slikar Jakob Brollo okoli leta 1890.

## Čaščenje
God svetih bratov Cirila in Metoda je 5. julija (ponekod, zlasti v neslovanskih deželah, 14. februarja) po katoliškem koledarju oziroma 11. maja po pravoslavnem koledarju (24. maja v tistih Cerkvah, kjer uporabljajo še stari julijanski koledar). Metoda se ponekod spominjajo tudi na obletnico smrti 6. aprila.
Papež Janez Pavel II. je leta 1980 Cirila in Metoda imenoval za sozavetnika Evrope. Po Cirilu in Metodu se imenujeta dve gori na Južnih Šetlandskih otokih (blizu Antarktike). Po ustnem izročilu naj bi blizu kraja Mala Nedelja Ciril in Metod nove vernike krstila v potoku.
Celovška slovenska fara še danes nosi njuno ime, prav tako Ciril-Metodov trg ob ljubljanski škofiji in stolnici.